# Polartief

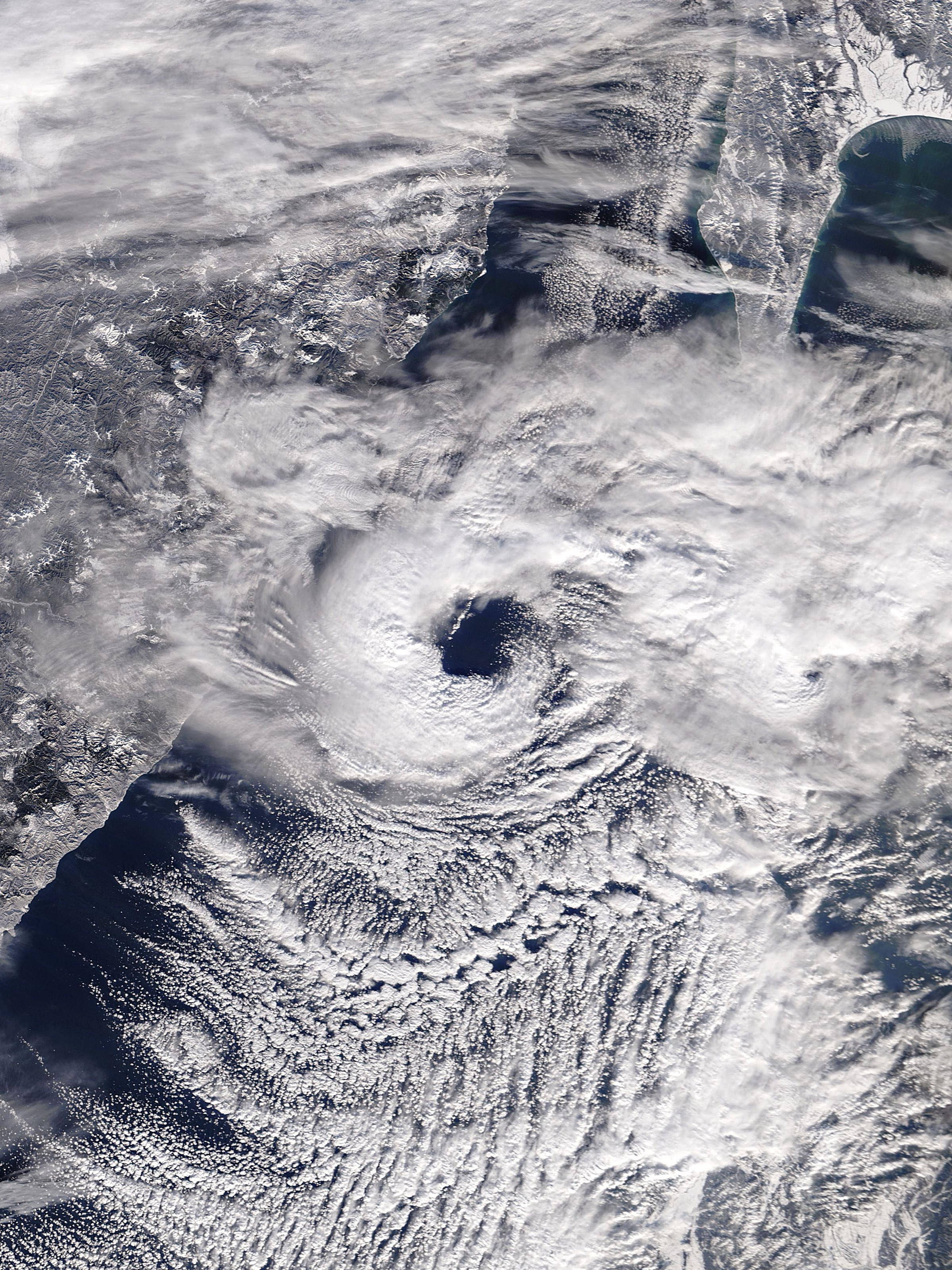
Polartief über dem Japanischen Meer im Dezember 2009

Polartiefs sind in Verhalten, Größe und Aussehen ähnlich wie tropische Wirbelstürme, im Allgemeinen jedoch wesentlich kurzlebiger.
Der Durchmesser von Polartiefs beträgt normalerweise mehrere hundert Kilometer. Sie sind häufig mit kräftigen Winden verbunden, die allerdings nur selten Orkanstärke erreichen. Ihre Lebensdauer beträgt im Mittel ein bis zwei Tage. Im Gegensatz zu den meisten tropischen Stürmen entwickeln sie sich sehr rasch und erreichen ihr Maximum innerhalb von 24 Stunden. Gewöhnlich bilden sie sich in Gebieten mit hochreichender arktischer Kaltluft, die über verhältnismäßig warmes Wasser strömt.
Auf Satellitenbildern sehen Polartiefs sehr ähnlich aus wie Hurrikane. Spiralförmige Konvektionsbänder wickeln sich um das Tief und in gewissen Fällen kann sich sogar ein wolkenfreies Auge ausbilden. Untersuchungen mit Flugzeugen deuten an, dass diese Tiefdrucksysteme möglicherweise einen warmen Kern aufweisen, wie das bei Hurrikanen der Fall ist. Polartiefs sind schwer vorherzusagen aufgrund mangelnder Messdaten in der Polarregion, die in die Wettermodelle einfließen sollten, und ihrer geringen horizontalen Ausdehnung.

## Entstehungsmechanismen

### Thermische Energie und Kondensationsenthalpie
Wenn sich eine kalte Luftmasse über eine Wasseroberfläche bewegt, findet ein Transport von thermischer Energie (früher „fühlbare Wärme“ genannt) vom Wasser zur Luft statt. Das verringert die Stabilität der Luftmasse in der bodennahen Luftschicht. Die Kaltluftmasse hat eine geringe pseudo-potentielle Temperatur, weswegen ein rascher Transport von Feuchtigkeit in Kaltluft stattfindet, während sie durch die Zufuhr von thermischer Energie modifiziert wird. Wolken bilden sich kurz nachdem sich die kalte Luftmasse über Wasser bewegt, was anzeigt, dass die im Wasserdampf enthaltene Kondensationsenthalpie (früher „latente Wärme“ genannt) freigesetzt wird. Diese hochreichende, auf ein eng begrenztes Gebiet konzentrierte Konvektion ist von Zeit zu Zeit verbunden mit der Entwicklung eines Polartiefs.

### Barokline Instabilität
Barokline Instabilität (siehe auch Baroklinität) hängt mit vertikaler Scherung der Hauptströmung zusammen. Barokline Instabilitäten verstärken sich durch Umwandlung von potentieller Energie, die mit dem mittleren horizontalen Temperaturgradienten zusammenhängt.
Ausgeprägte barokline Zonen in Bodennähe können aufgrund verschiedener Bedingungen entstehen.
- Bodenwinde können parallel oder beinahe parallel entlang der Packeisränder strömen, was die Möglichkeit für die Entstehung von scharfen baroklinen Zonen ergibt.
- Die Konvergenz verschiedener bodennaher Windströmungen und geografische Gegebenheiten können ebenfalls die Entstehung von baroklinen Zonen in Bodennähe begünstigen. Das kann dazu führen, dass sich Polartiefs auch in großer Distanz zu den Packeisrändern und dem Ursprung der Kaltluftmasse entwickeln können.

Früher ging man davon aus, dass Polartiefs das Resultat von thermischer Instabilität wären. Das änderte sich als Harrold und Browning (1969) Radarbilder benutzten um im Dezember 1967 ein Polartief zu untersuchen, welches den Südwesten Englands überquerte. Sie fanden heraus, dass ein Großteil des Niederschlags durch einheitlich großräumige Hebung entsteht, nicht durch das Verschmelzen von kleineren konvektiven Zellen (Schauern). In ihrer Studie befand sich die Konvektion auf der Rückseite des Systems.
Rasmussen et al. (1994) behaupten, dass Polartiefentwicklungen, welche ausschließlich auf barokline oder konvektive Prozesse zurückzuführen seien, selten sind. Rasmussen und Aakjær (1989) berichteten allerdings von 2 Polartiefs, welche Dänemark erreichten und, wie es schien, während ihrer gesamten Lebensdauer ausschließlich baroklin waren. Das eine System formierte sich nahe der Hauptfrontalzone, während das andere in Zusammenhang mit einem Kaltlufttropfen stand, welcher das Endprodukt einer Okklusion war. In der früheren Arbeit behaupteten sie, dass solche Ereignisse in der Nordseeregion recht häufig vorkommen.

### Barotrope Instabilität
Barotrope Instabilität (siehe Barotropie) ist eine Welleninstabilität, welche assoziiert ist mit der horizontalen Scherung in einer Jetstream-ähnlichen Strömung. Barotrope Instabilitäten wachsen an, indem sie kinetische Energie aus dem Hauptströmungsfeld extrahieren. (Holton 1992)
Barotrope Instabilität kann zur Formation bodennaher Scherungswirbel führen. Wird diese Entwicklung durch höhere Luftschichten unterstützt, können sich diese Wirbel zu Polartiefs entwickeln. Rasmussen et al. (1994 und 1996) identifizierten dies als möglichen Entstehungsmechanismus für Polartiefs, welche sie in der Labradorsee studiert haben.

### Kalte Höhentröge und Kaltlufttropfen
Wenn eine bodennahe barokline Welle, barotrope Scherwirbel, oder sich Regionen mit verstärkter Konvektion in einer Kaltluftmasse ausgebildet haben, wann kommt es zu einer weiteren Entwicklung, wenn überhaupt?
Rasmussen (1992) behauptet, „Im Falle einer geradlinigen Höhenströmung mit geringer Vorticityadvektion entwickeln sich keine Polartiefs, sogar in Fällen wo die Temperatur in großer Höhe sehr tief sind.“ Damit im Hinterkopf müssen wir nach verstärkenden Mechanismen Ausschau halten. Ein offensichtlicher Mechanismus in den nördlichen Breiten sind kalte Höhentröge und/oder abgeschlossene Höhentiefs mit kaltem Kern (sog. Kaltlufttropfen).
Rasmussen (1996) behauptet, dass alle Polarwirbel, welche er in der Labradorsee untersucht hat, von einem Höhentrog oder einem Kaltlufttropfen ausgelöst wurden. In allen Fällen, welche von Parker und Hudson (1991) und Parker (1992) untersucht wurden, war ebenfalls ein kalter Trog und/oder ein geschlossener Wirbel auf dem 500-hPa-Niveau beteiligt. Im Pazifik wird eine „comma cloud“ (kommaförmige Wolkenformation) oft begleitet von einem Höhentrog. Dies kann helfen für die Früherkennung von verstärkenden Mechanismen.
Eine Studie von Noer et al. (2003) über die Bildung von Polartiefs in der norwegischen Meeresregion zeigt, dass in allen Fällen ein kalter Höhentrog oder -wirbel mit der Tiefentwicklung in Zusammenhang stand. In der Tat kann häufig gezeigt werden, dass die Bewegung und Stärke von diesen Systemen in großer Höhe einen guten Eindruck vermitteln, wie die weitere Entwicklung und Bewegung des Polartiefs abläuft.

### Conditional Instability of the Second Kind (CISK)
Die Ähnlichkeit zwischen einigen Polartiefs und tropischen Wirbelstürmen hat einige Forscher zu Vermutungen veranlasst, dass ähnliche Prozesse beteiligt sein könnten. Conditional instability of the second kind, kurz CISK, ist einer dieser Prozesse.
Charney und Eliassen (1964) definierten CISK als eine gegenseitige Interaktion zwischen kleinskaliger Konvektion und größerskaligen Störung, wodurch
- die großskalige Konvergenz die Cumuluskonvektion organisiert und
- freiwerdende Kondensationsenthalpie in den Wolken dem großskaligen System Energie zuführt.

CISK ist also ein positiv rückgekoppelter Mechanismus.
Eine Anzahl Forscher vermuteten früher, dass CISK eine der treibenden Kräfte für die Entstehung von Polartiefs ist. Inzwischen ist man der Ansicht, dass CISK zwar an der Entstehung beteiligt ist, aber es sich nicht um den einzigen relevanten Mechanismus handelt.

### Instabilität durch Interaktion von Luft und Wasser
Emanuel (1986) lehnte die Idee der CISK für tropische Wirbelstürme ab. Er vermutete, dass tropische Wirbelstürme aus Instabilitäten durch Ozean-Atmosphäre-Interaktionen resultieren. Anormale Flüsse von sensibler und latenter Wärme von der Meeroberfläche durch starke Bodenwinde und fallenden Druck induziert führen zu stärkeren Temperaturanomalien und dadurch zu einer weiteren Verstärkung der Bodenwinde und des Druckfalls.
Emanuel und Rotunno (1989) testeten Emanuels Theorie der Atmosphäre-Ozean-Interaktion für Polartiefs. Für ihre Fallstudie benutzten sie ein einfaches nicht-lineares analytisches Modell und ein axisymmetrisches numerisches Modell. Die Resultate zeigten, dass ihre Hypothese mit beobachteten Polartiefentwicklungen übereinstimmte. Ihr Modell benötigte aber bereits eine existierende Störung als auslösenden Mechanismus, bevor die aus Atmosphäre-Ozean-Interaktion resultierende Instabilität Wirkung zeigen konnte.